# Buick Verano
Buick Verano — чотирьохдверний п'ятимісний передньоприводний компактний седан виробництва General Motors з 2011 року.

## Перше покоління

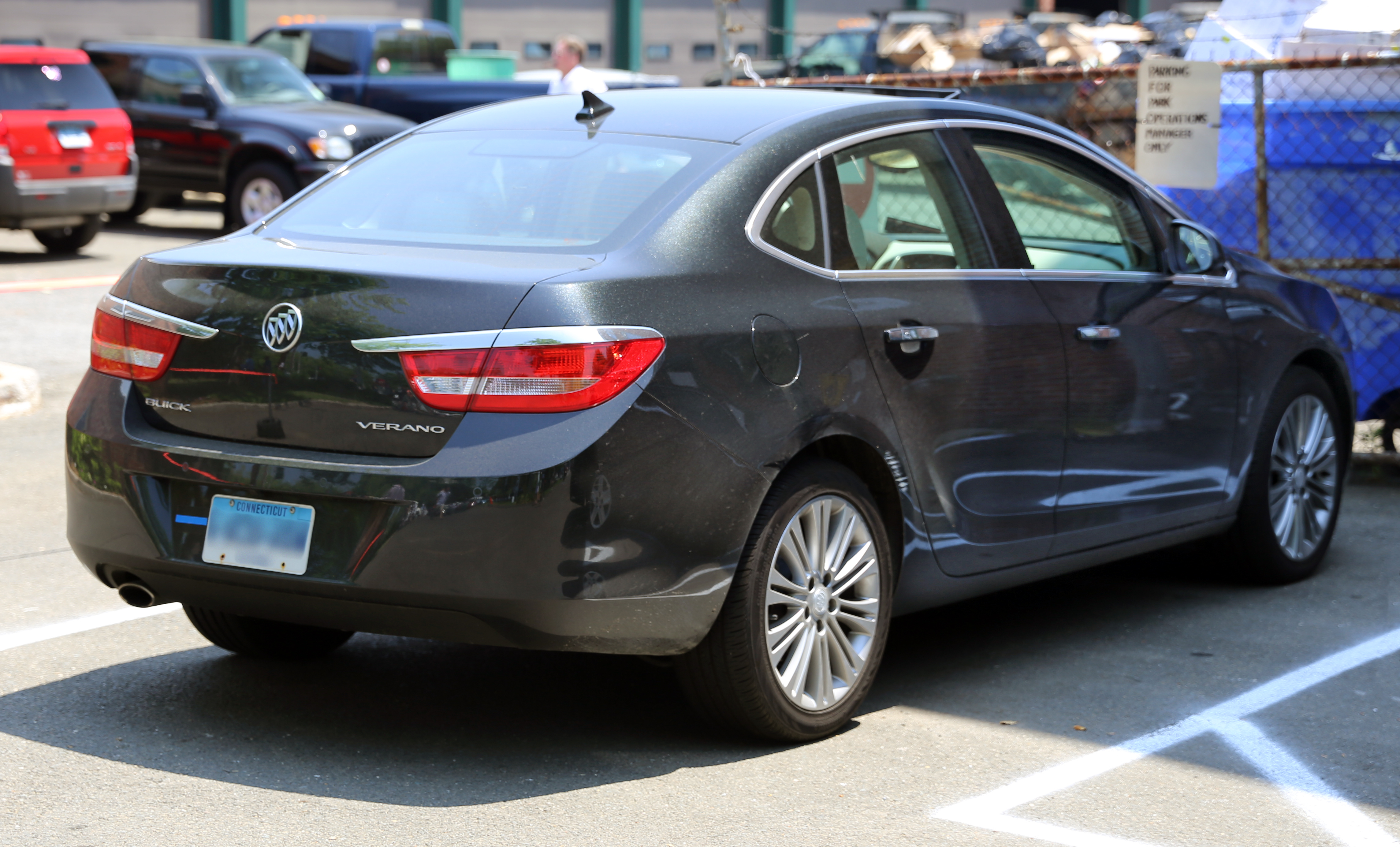
Buick Verano I

Verano офіційно дебютував на Північноамериканському Міжнародному Автошоу 10 січня 2011 року. Це перша компактна модель компанії Buick в Сполучених Штатах починаючи з 1997 року після Buick Skylark.
Verano є одним з трьох майже ідентичних моделей, разом з Buick Excelle GT розроблений для китайського ринку і виробляється в Китаї, і Opel Astra седан, який був представлений в 2012 році Міжнародному Московському автосалоні. Цей седан розроблений на платформі General Motors "Delta II разом з Chevrolet Cruze, Opel Astra і відповідні мінівени, Chevrolet Orlando і Opel / Vauxhall Zafira Tourer.

### Двигуни
- 2.4 L LEA I4
- 2.0 L LHU I4 turbo
- 1.5 L LFV I4 (Китай)
- 1.5 L LFV I4 turbo

## Друге покоління (з 2015)

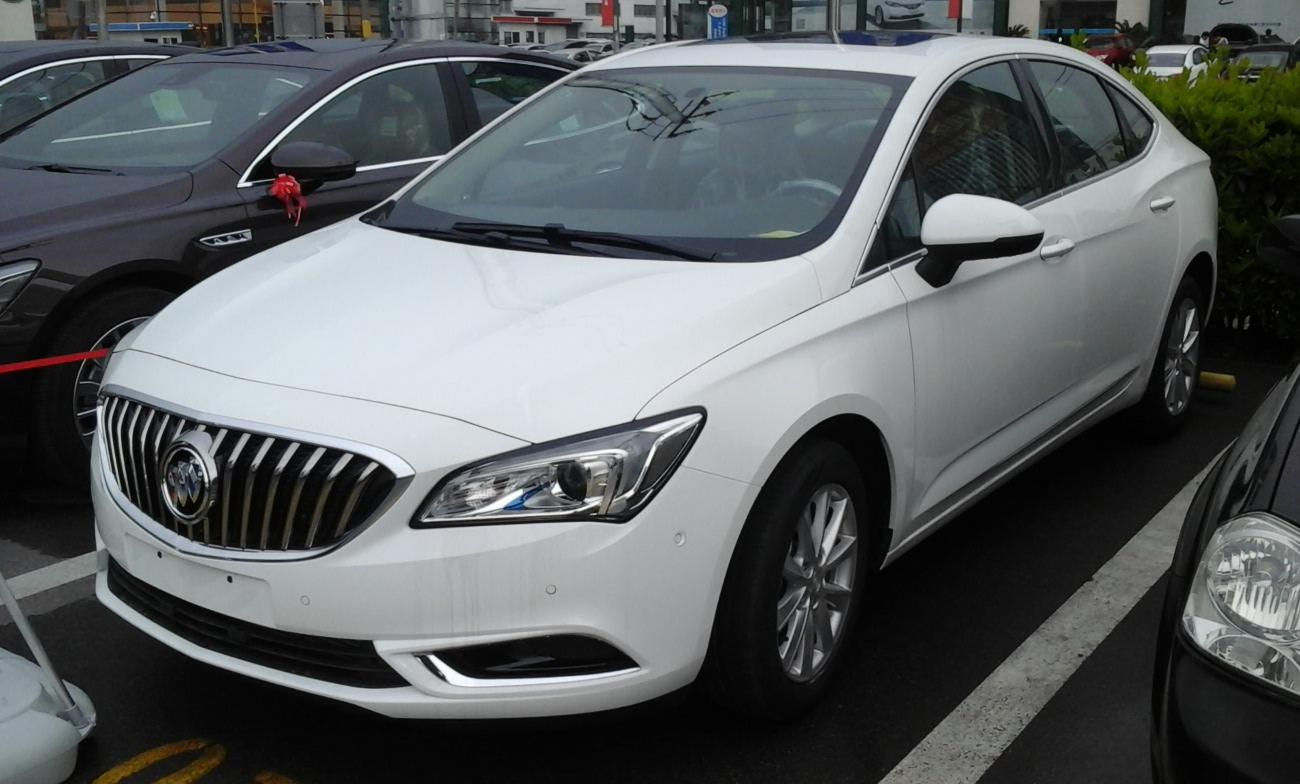
Buick Verano II

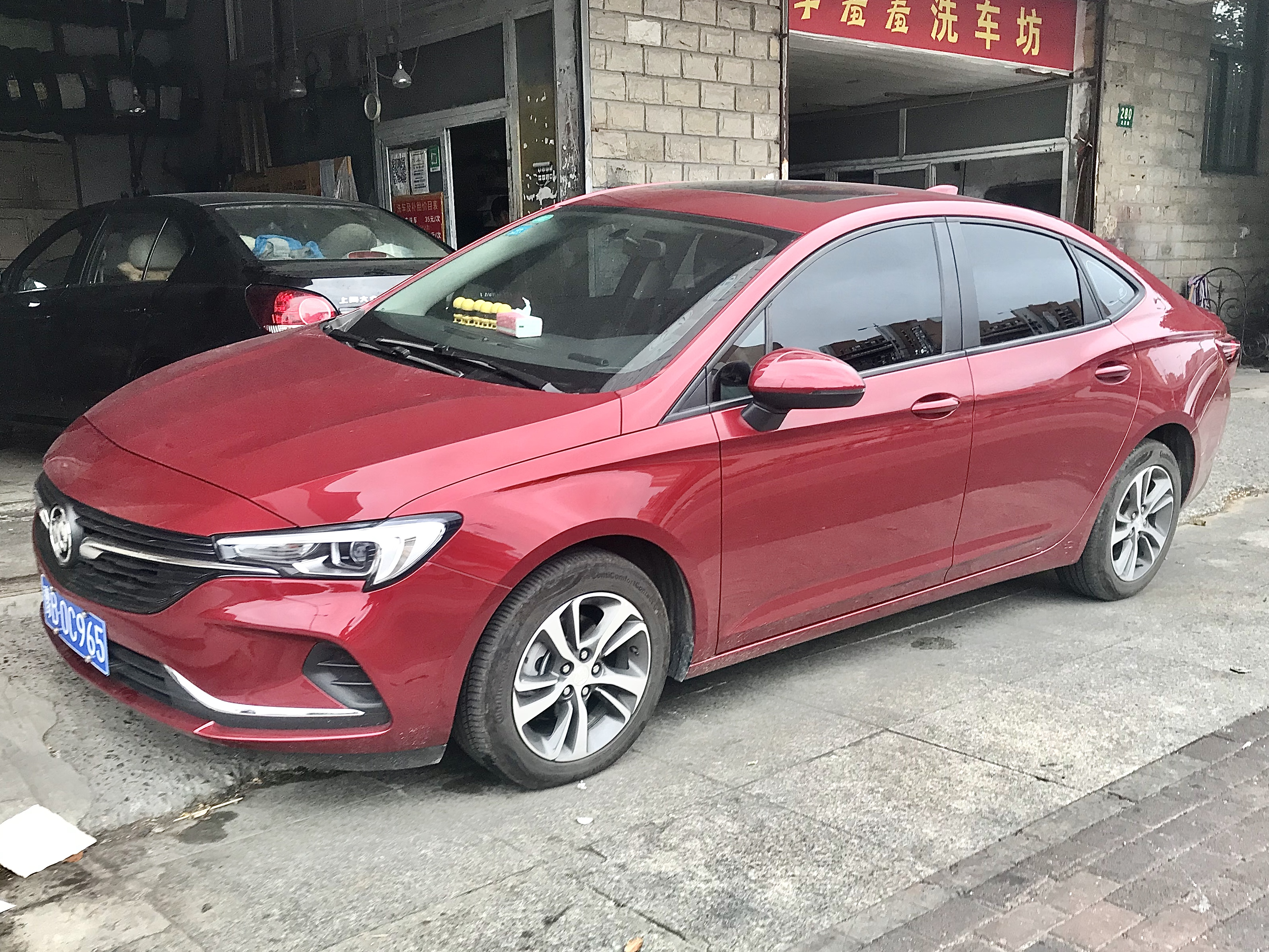
Buick Verano II (з 2020)

В 2015 році представлено Verano другого покоління, яке продається тільки в Китаї і розроблене на платформі D2XX, що й Opel Astra K.

### Двигуни
- 1.5 L LFV I4
- 2.0 L LTG I4

## Третє покоління (Pro, з 2021)

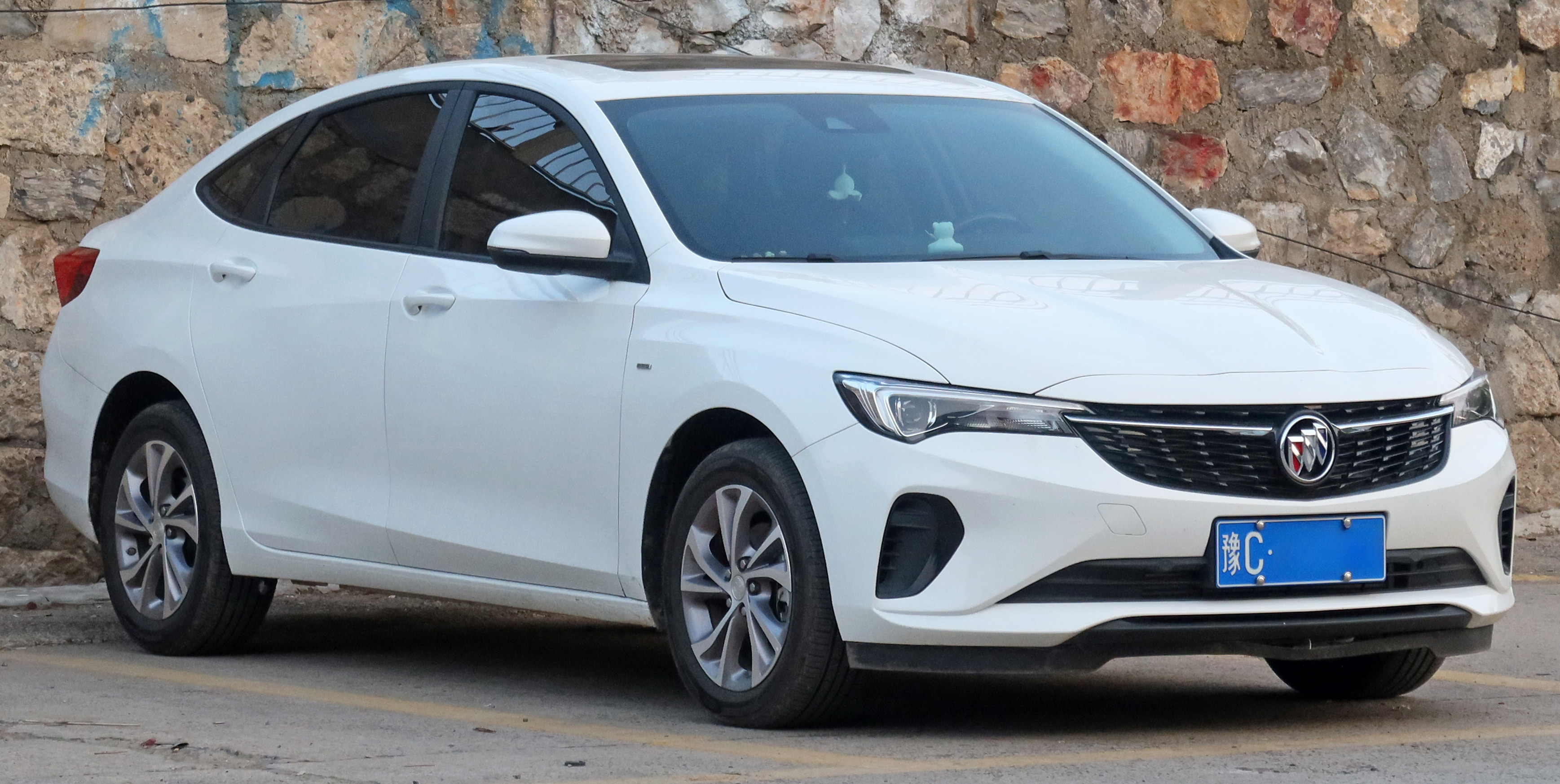
Buick Verano Pro

Серійний автомобіль був офіційно представлений під час автошоу в Шанхаї в квітні 2021 року під назвою Buick Verano Pro, при цьому одна з перших версій, що була випущена, була модель GS. Buick Verano Pro був розроблений компанією PATAC з SAIC-GM. Він оснащений 4-циліндровим двигуном з турбонаддувом об'ємом 1,5 л.

### Двигуни
- 1.5 L LAH turbo I4

## Продажі
| Календарний рік | Продажі (США) |
| --------------- | ------------- |
| 2011*           | 265           |
| 2012            | 41,042        |
| 2013            | 45,527        |
| 2014            | 43,743        |
| 2015            | 31,886        |
| 2016            | 30,277        |
| 2017            | 4,277         |

- Продажі в США почались в листопаді 2011 року.